# Koilocyte
 (février 2020).
Sa qualité peut être largement améliorée en utilisant un vocabulaire plus directement compréhensible.
Le koïlocyte est le nom de la cellule malpighienne ayant subi une infection au papillomavirus humain. La présence de ce type cellulaire signe de façon pathognomonique la koïlocytose.
D'un point de vue histologique, les koïlocytes possèdent un noyau hyperchromatique excentré ; on retrouve une imposante vacuole périnucléaire contenant le virus.

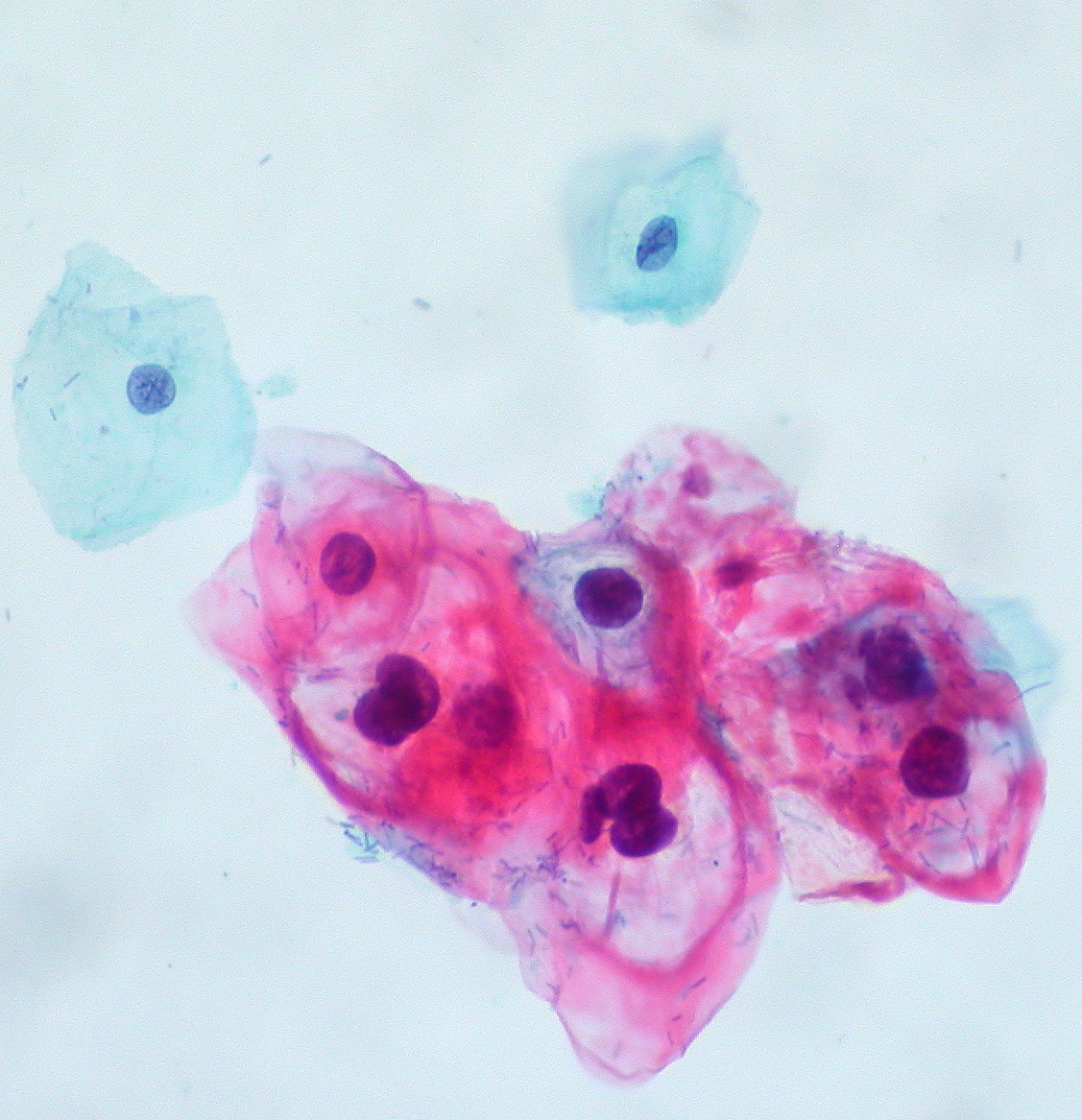
Koilocytes (en rouge) sur un frottis de dépistage. À comparer aux cellules normales en bleu.

Ces cellules sont retrouvées dans les frottis pour dépistage du cancer de l’utérus, ou encore sur les biopsies cervicales effectuées pour le diagnostic des lésions précancéreuses.